# Edward Heneage (1er baron Heneage)
Edward Heneage, 1er baron Heneage, (29 mars 1840 - 10 août 1922) est un homme politique britannique libéral et libéral unioniste. Il est brièvement chancelier du duché de Lancastre sous William Ewart Gladstone entre février et avril 1886, quand il rompt avec Gladstone au sujet de Home Rule irlandais et rejoint les unionistes libéraux. 

## Jeunesse et éducation
Il est le fils aîné de George Heneage, de Hainton Hall, Lincolnshire, et Frances, fille de Michael Tasburgh,. Il fait ses études au Collège d'Eton et sert avec les 1st Life Guards de 1857 à 1863. 

## Carrière politique
Il est élu député de Lincoln en 1865, siège qu'il occupe jusqu'en 1868,,. Il reste hors du Parlement jusqu'en 1880, date à laquelle il est élu pour Grimsby. Lorsque les libéraux arrivent au pouvoir sous William Ewart Gladstone en février 1886, Heneage est nommé chancelier du duché de Lancastre et vice-président du Comité de l'agriculture et admis au Conseil privé. Cependant, il démissionne de ces fonctions en avril, en désaccord avec Gladstone sur Home Rule irlandais. Il rejoint le Parti libéral unioniste la même année. 
Heneage perd son siège de Grimsby aux élections générales de 1892, mais est réélu avec succès pour la même circonscription lors d'une élection partielle l'année suivante,,. Il est président du Liberal Unionist Council de 1893 à 1898. En juin 1896 il est élevé à la pairie comme baron Heneage, de Hainton dans le Comté de Lincoln. Il est un participant régulier aux travaux de la Chambre des lords, prononçant son dernier discours en juin 1920 à l'âge de 80 ans. 
Outre sa carrière politique, Heneage est vice-président de Lindsey Quarter Sessions et haut commissaire de Grimsby. 

## Famille
Lord Heneage épouse Eleanor Cecilia, fille de William Hare (2e comte de Listowel), en 1864, la même année où il hérite des domaines familiaux. Ils ont trois fils et six filles. Deux de leurs fils ont hérité du titre de baron Heneage. 
Il meurt en août 1922, à l'âge de 82 ans, et est remplacé à la baronnie par son fils aîné, George. Lady Heneage lui a survécu de deux ans et est décédée en septembre 1924. 